# ساردوتانت
ساردوتانت (انگلیسی: Saredutant) دارویی است که به عنوان آنتاگونیست گیرنده NK2 عمل می‌کند.